# 縫別駅

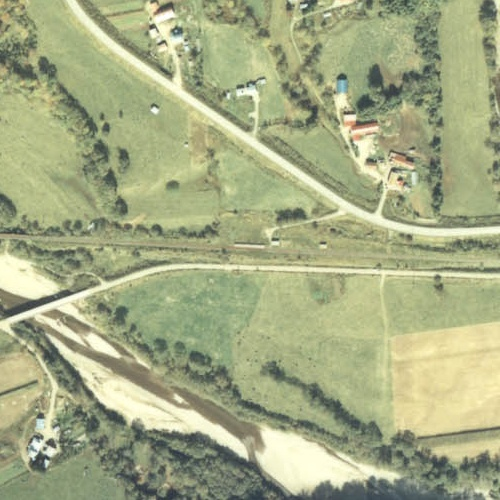
駅周辺を写した航空写真。画像中央が縫別駅、右方向が白糠駅方面、左方向が北進駅方面。

縫別駅（ぬいべつえき）は、北海道白糠郡白糠町茶路基線にあった日本国有鉄道（国鉄）白糠線の駅（廃駅）である。事務管理コードは▲111906。

## 歴史

### 年表
- 1964年（昭和39年）10月7日：日本国有鉄道白糠線白糠駅 - 上茶路駅間開通に伴い開業[1][3]。旅客のみ取扱い[1]の無人駅[4]。
- 1983年（昭和58年）10月23日：白糠線の廃線に伴い廃止となる[1]。

### 駅名の由来
地名より。アイヌ語に由来するが、「ニウンペッ（ni-un-pet）」（木・ある・川）に由来する説、「ヌイエペッ（nuie-pet）」（豊漁・川）に由来する説がある。

## 駅構造
廃止時点で、単式ホーム1面1線を有する地上駅であった。ホームは線路の東側（北進方面に向かって右手側）に存在した。開業時からの無人駅で駅舎はないが、ホーム南側の出入口附近に待合室を有した。

## 利用状況
乗車人員の推移は以下の通り。年間の値のみ判明している年度は日数割で算出した参考値を括弧書きで示す。出典が「乗降人員」となっているものについては1/2とした値を括弧書きで乗車人員の欄に示し、備考欄で元の値を示す。
| 年度               | 乗車人員（人） | 乗車人員（人） | 出典  | 備考            |
| 年度               | 年間           | 1日平均        | 出典  | 備考            |
| ------------------ | -------------- | -------------- | ----- | --------------- |
| 1978年（昭和53年） |                | 19.0           | [ 8 ] |                 |
| 1981年（昭和56年） |                | (7.5)          | [ 7 ] | 1日乗降客数15人 |

## 駅周辺
周囲は酪農地帯である。
- 国道392号
- 縫別川

## 駅跡
牧草地の一部になっている。
また2011年（平成23年）時点では、駅跡の近くに「縫別川橋梁」「第五茶路川橋梁」「第六茶路川橋梁」などが残存している。
2015年（平成27年）3月29日、駅跡の北側に道東自動車道の白糠ICが開通し、国道392号と接続している。

## 隣の駅
日本国有鉄道
白糠線
茶路駅 - 縫別駅 - 上茶路駅